# Zamarada cautela
Zamarada cautela är en fjärilsart som beskrevs av Fletcher 1974. Zamarada cautela ingår i släktet Zamarada och familjen mätare. Inga underarter finns listade i Catalogue of Life.